# San-Giuliano
Pour les articles homonymes, voir San Giuliano.
San-Giuliano est une commune française située dans la circonscription administrative départementale de la Haute-Corse et la Collectivité de Corse.
Avec près de 2400 hectares, c'est la plus grande commune de la Costa Verde, microrégion de la plaine orientale.

## Géographie

### Situation
Le territoire de la commune de San-Giuliano est allongé sur 4,10 kilomètres du nord-ouest au sud-est depuis les contreforts du mont Castello-d’Osari (altitude 1 109 mètres, sur la commune de Santa-Reparata-di-Moriani) jusqu'à la mer Tyrrhénienne.

### Communications et transports
La RT 10 (ancienne route nationale 198) reliant Bastia à Bonifacio traverse la frange maritime de la commune sur 6 kilomètres du nord au sud. Elle est desservie quotidiennement par un service d'autocars. Par la RT 10, San-Giuliano est à 25 kilomètres d'Aléria et 45 de Bastia.
La D 52 traverse la commune du sud-est au nord-ouest depuis la RT 10 jusqu'au col de Gugliani en passant par le centre INRA, puis se dirige vers Cotone (commune de Sant'Andréa-di-Cotone).
La D 152 borde la commune au nord depuis la RT 10, contourne Careggia et Favalello, puis file au nord vers Cervione. Favalello est à 4 kilomètres de Cervione par la D 152, et Careggia à la même distance par un embranchement de la D 152 (D 552) qui rejoint la D 71.

### Communes limitrophes
La commune est bordée au nord par Cervione, à l'ouest par Sant'Andréa-di-Cotone et Chiatra, et au sud par Canale-di-Verde.
| Sant'Andréa-di-Cotone | Cervione        | - |
| Chiatra               | San-Giuliano    | - |
| Canale-di-Verde       | Canale-di-Verde | - |

### Habitat
San Giuliano est constitué de hameaux et lieudits dont : Alistro, San Gavino, Rascine, Onéo, Favalello, Careggia, Pantaglione, Piedisardu, Campu a Pagliaghiu, l'INRA et anciennement le hameau de Pugliucciu, aujourd'hui abandonné.

### Hydrographie
L'Alesani, fleuve côtier qui descend de la Castagniccia, traverse la commune d'ouest en est avant de se jeter dans la mer Tyrrhénienne.
L'Alistro, autre fleuve côtier, approche longuement la limite de la commune au sud, mais n'y pénètre qu'à son embouchure.
Divers ruisseaux irréguliers arrosent aussi la commune, notamment le ruisseau de Prunello, qui prend sa source sous Favalello, part vers l'ouest, et quitte la commune avant de se jeter dans la mer.
Le voisinage de la côte, anciennement marécageux, comporte encore une zone de marais à Canniccia, mais aussi plusieurs bras morts de cours d'eau au voisinage immédiat de la mer, tel le Fosse d'Acqua viva, alimenté temporairement par le ruisseau de Vado.

### Climat
Une station météorologique fut ouverte le 1er juillet 1990 à Alistro, à 65 mètres d'altitude.

## Urbanisme

### Typologie
Au 1er janvier 2024, San-Giuliano est catégorisée commune rurale à habitat dispersé, selon la nouvelle grille communale de densité à sept niveaux définie par l'Insee en 2022.
Elle est située hors unité urbaine et hors attraction des villes,.
La commune, bordée par la mer Méditerranée, est également une commune littorale au sens de la loi du 3 janvier 1986, dite loi littoral. Des dispositions spécifiques d’urbanisme s’y appliquent dès lors afin de préserver les espaces naturels, les sites, les paysages et l’équilibre écologique du littoral, tel le principe d'inconstructibilité, en dehors des espaces urbanisés, sur la bande littorale des 100 mètres, ou plus si le plan local d’urbanisme le prévoit.

### Occupation des sols
L'occupation des sols de la commune, telle qu'elle ressort de la base de données européenne d’occupation biophysique des sols Corine Land Cover (CLC), est marquée par l'importance des territoires agricoles (60,6 % en 2018), une proportion identique à celle de 1990 (60,6 %). La répartition détaillée en 2018 est la suivante :
forêts (30,5 %), zones agricoles hétérogènes (27,3 %), cultures permanentes (22,7 %), milieux à végétation arbustive et/ou herbacée (6,5 %), prairies (5,9 %), terres arables (4,7 %), zones urbanisées (1,4 %), espaces ouverts, sans ou avec peu de végétation (1 %). L'évolution de l’occupation des sols de la commune et de ses infrastructures peut être observée sur les différentes représentations cartographiques du territoire : la carte de Cassini (XVIIIe siècle), la carte d'état-major (1820-1866) et les cartes ou photos aériennes de l'IGN pour la période actuelle (1950 à aujourd'hui).

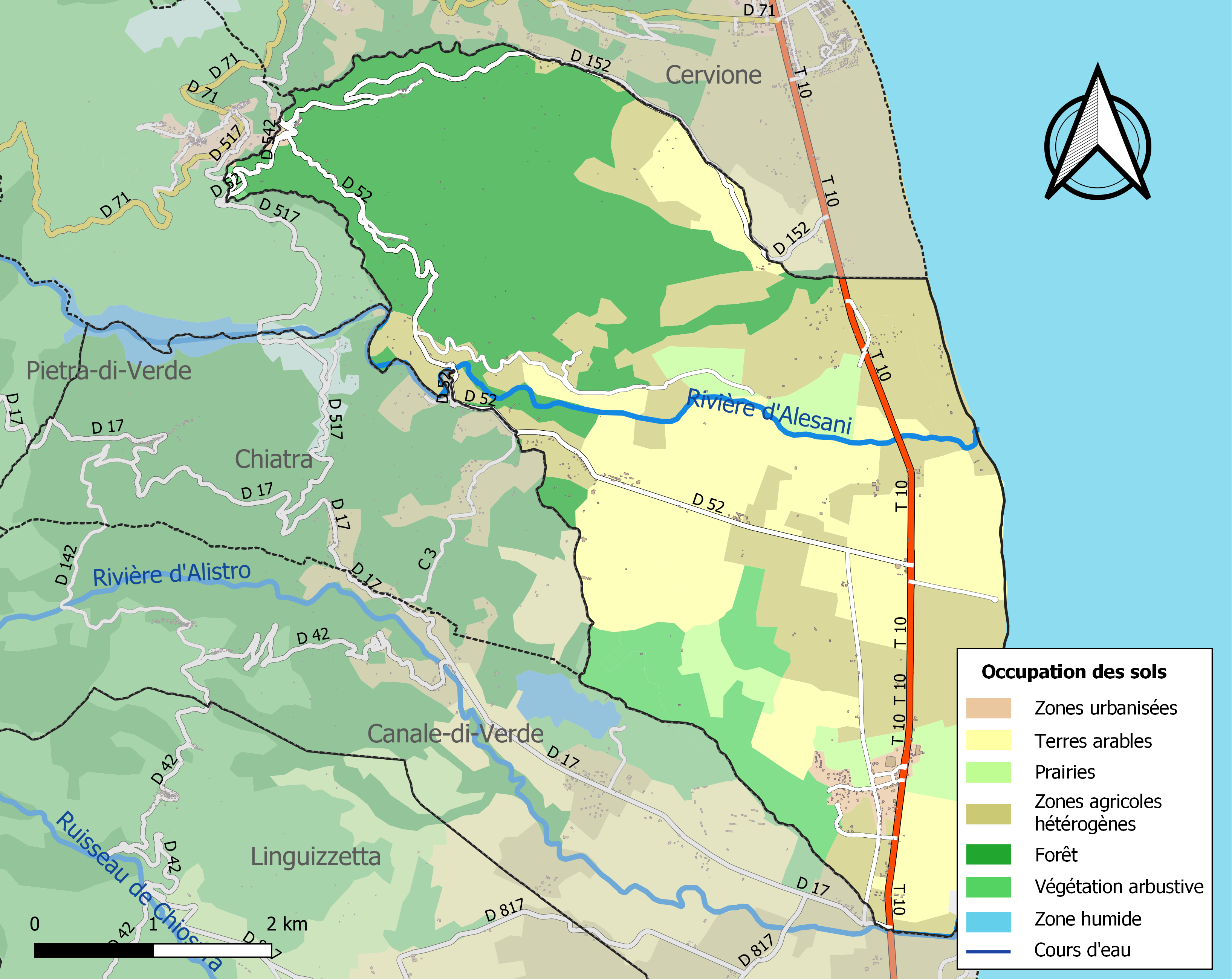
Carte des infrastructures et de l'occupation des sols de la commune en 2018 (CLC).

## Toponymie
San Giuliano est la transcription d'origine italienne du corse San Ghjulianu, signifiant « Saint Julien », saint patron de l'église piévane de Campoloro, depuis probablement le IXe siècle. Le toponyme San Giuliano, datant de l'occupation génoise, a été conservé par la France lors du rattachement.

## Histoire
Avant le rattachement de la Corse à la France en 1768, San Giuliano faisait partie de la pieve de Campoloro. Son église était église piévane.
Le 17 juillet 2018, un petit avion, un Socata TB20 s'écrasa en bord de mer, les 2 occupants furent tués

## Politique et administration
| Période   | Période                     | Identité                | Étiquette | Qualité                                        |
| --------- | --------------------------- | ----------------------- | --------- | ---------------------------------------------- |
| 1925      | 1943                        | Jean- Jacques Ottomani  |           | Directeur de l'école de Sant'Andréa-di-Cotone. |
| 1965      | mars 2008                   | André Micheli           | UDF       |                                                |
| mars 2008 | En cours (au 30 avril 2014) | François-Xavier Ceccoli | DVD-LR    | Chef d'entreprise                              |

## Population et société

### Démographie
L'évolution du nombre d'habitants est connue à travers les recensements de la population effectués dans la commune depuis 1800. Pour les communes de moins de 10 000 habitants, une enquête de recensement portant sur toute la population est réalisée tous les cinq ans, les populations de référence des années intermédiaires étant quant à elles estimées par interpolation ou extrapolation. Pour la commune, le premier recensement exhaustif entrant dans le cadre du nouveau dispositif a été réalisé en 2008.

En 2022, la commune comptait 787 habitants, en évolution de +11,95 % par rapport à 2016 (Haute-Corse : +5,15 %, France hors Mayotte : +2,11 %).
| 1800 | 1806 | 1821 | 1831 | 1836 | 1841 | 1846 | 1851 | 1856 |
| ---- | ---- | ---- | ---- | ---- | ---- | ---- | ---- | ---- |
| 336  | 534  | 503  | 434  | 500  | 503  | 474  | 595  | 442  |

| 1861 | 1866 | 1872 | 1876 | 1881 | 1886 | 1891 | 1896 | 1901 |
| ---- | ---- | ---- | ---- | ---- | ---- | ---- | ---- | ---- |
| 366  | 299  | 213  | 215  | 255  | 185  | 184  | 204  | 197  |

| 1906 | 1911 | 1921 | 1926 | 1931 | 1936 | 1946 | 1954 | 1962 |
| ---- | ---- | ---- | ---- | ---- | ---- | ---- | ---- | ---- |
| 218  | 220  | 201  | 150  | 228  | 224  | 149  | 109  | 252  |

| 1968 | 1975 | 1982 | 1990 | 1999 | 2006 | 2008 | 2013 | 2018 |
| ---- | ---- | ---- | ---- | ---- | ---- | ---- | ---- | ---- |
| 461  | 500  | 542  | 593  | 608  | 606  | 605  | 687  | 749  |

| 2022 | - | - | - | - | - | - | - | - |
| ---- | - | - | - | - | - | - | - | - |
| 787  | - | - | - | - | - | - | - | - |

### Enseignement
San-Giuliano dépend de l'académie de Corse. Il y a une école maternelle et primaire sur la commune. Les élèves commencent leurs études secondaires à Cervione, au collège.

## Économie
- Station régionale de l'INRA consacrée à l'agrumiculture et à l'adaptation d'arbres fruitiers exotiques, la station est installée depuis 1965.

## Lieux et monuments

### Architecture sacrée

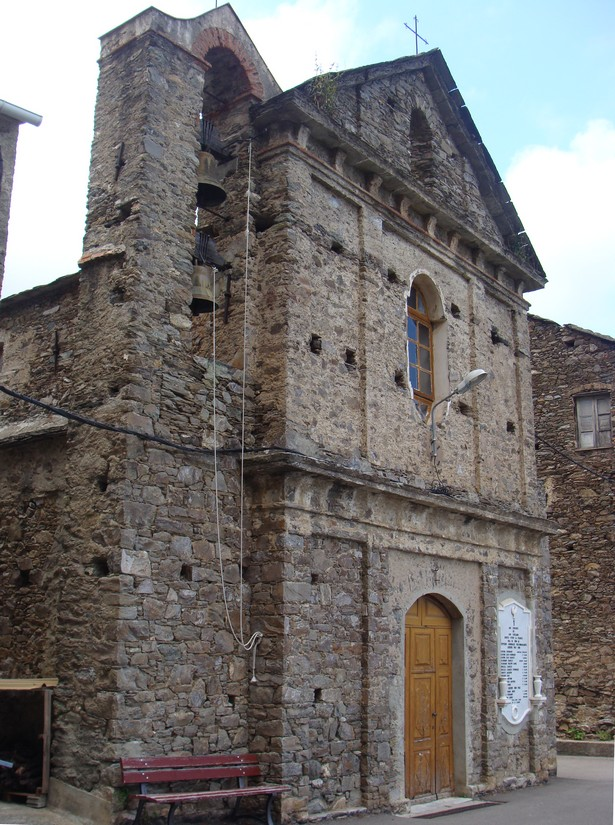

- Église paroissiale Saint-Julien (San Ghjulianu) à Favalello. Elle est inscrite à l'Inventaire général du patrimoine culturel[16]. Construite en 1884 à l'emplacement d'une ancienne chapelle. S'y trouvent deux tableaux (toile peinte à l'huile) Chemin de croix (fin XIXe siècle) et Donation du Rosaire (limite XVIIe siècle - XVIIIe siècle) ainsi qu'un calice et une patène en argent fondu, doré et ciselé datés de la 2e moitié du XIXe siècle. Ces objets sont repris à l'inventaire préliminaire de 1999.
- Ancienne église paroissiale Saint-Julien près de Casalta (2e quart XVe siècle ; XVIIe siècle, XVIIIe siècle). Elle est datée de 1443 (chiffres romains sur une pierre de l'angle sud-est). Désaffectée. Elle est inscrite à l'Inventaire général du patrimoine culturel[17].
- Chapelle Saint-Joseph au lieu-dit Careggia. Construite aux XVIIIe siècle, XIXe siècle, elle est restaurée au cours de la deuxième moitié du XXe siècle.
- Chapelle Sant'Antone au lieu-dit Sant'Antone, partiellement ruinée. Selon des travaux historiques, elle aurait été construite au Moyen Âge (XVe siècle) à l'emplacement d'une église paléochrétienne. L'édifice est devenu un ermitage au XVIIe siècle. Remis en état, il est doté de tout le nécessaire au culte. Dans le troisième quart du XVIIIe siècle, il est rattaché à la mense épiscopale d'Aléria. En 1778, il sera érigé en canonicat.

Les édifices ci-dessus sont tous repris à l'inventaire préliminaire en 1999. Propriété publique, ils sont non protégés MH.
- Chapelle Torra a i Caselli ruinée, au lieu-dit Caselli.

### Autres

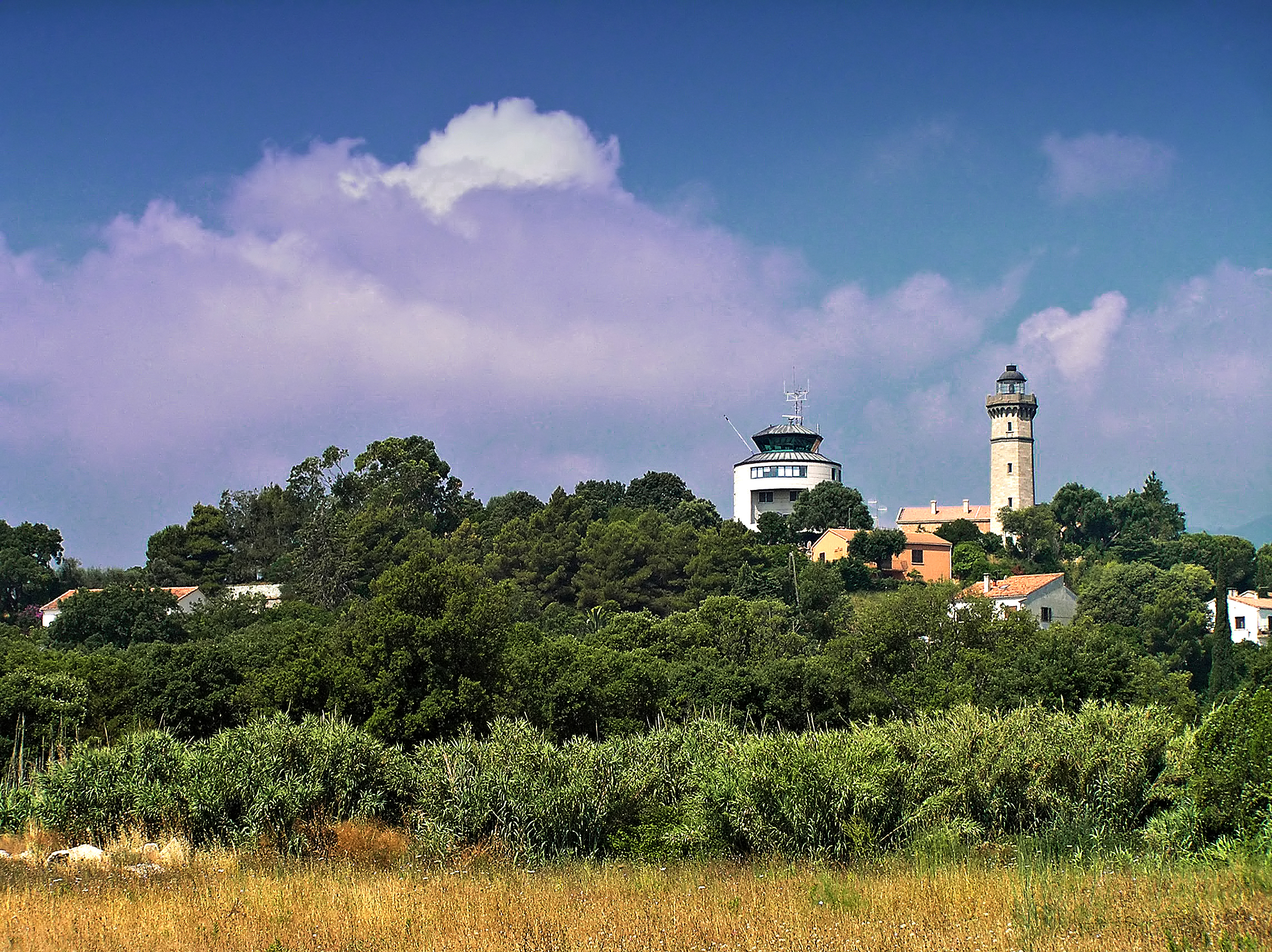
Sémaphore et phare d'Alistro.

- Le bâti ancien : plusieurs maisons et fermes de la commune de San-Giuliano, datées des XVIe siècle et suivants, ont été étudiées et reprises à l'inventaire préliminaire en 1999. Elles sont toutes en schiste. Les toits sont traditionnellement couverts d'ardoises. Des tuiles ont fait leur apparition lors de récentes réfections de toitures.
- Le phare d'Alistro, construit à deux kilomètres du rivage. Il ne signale aucun danger ni port. Il est seulement là pour les navigateurs, comme repère de toute la côte orientale, une très longue côte autrement sans repère. Le sémaphore d'Alistro a été reconstruit en 1986-1987. Équipé de matériel radar et visuel performant, il est occupé par le personnel de la Marine nationale. Il est toujours en activités et propriété de l'État et est repris à l'inventaire préliminaire en 1999, mais n'est pas protégé comme MH.

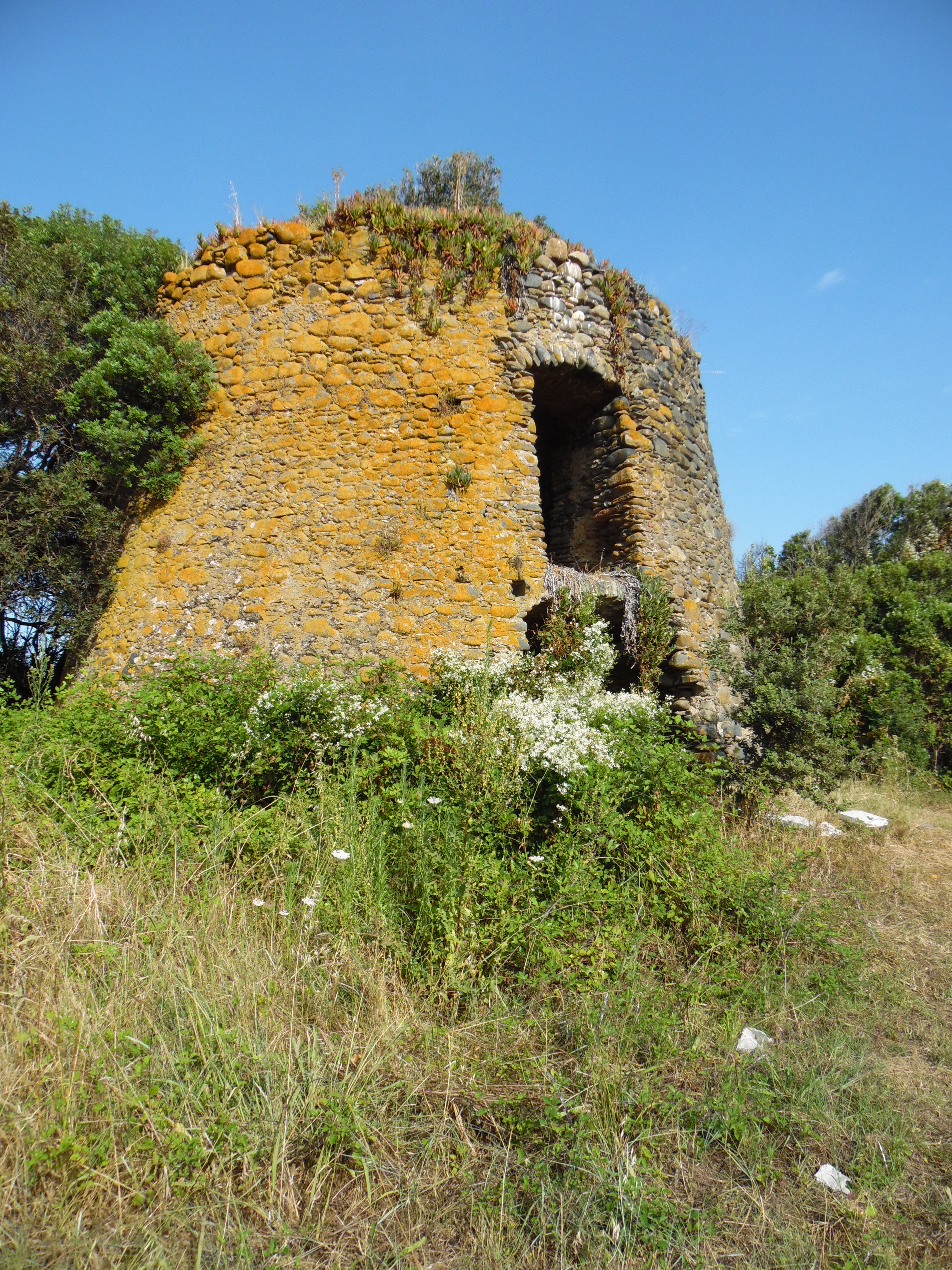
La tour Fiorentine

- La Tour Fiorentine (Torra Fiorentina), tour génoise érigée en 1580[18], partiellement ruinée, et sa plage éponyme.
- La Torra Ciliacci.
- La « tour d'Alistro », au sud de l'embouchure de l'Alistro, se trouve sur la commune de Linguizzetta.
- Le hameau de Favalello, sur lequel était anciennement située la mairie, se dépeuple progressivement depuis quelques années, laissant l'architecture du XVIe siècle face à la mer, aux îles d'Elbe et de Montecristo, et dominant une vaste étendue de maquis aux couleurs changeantes au cours des saisons, bercé au rythme des cigales le jour, et du Ghiucciu le soir.
- Cette situation rappelle celle du hameau de Pugliucciu, aujourd'hui complètement rendu à la nature, posé sur une petite crête à 200 m au sud du précédent, recouvert du maquis et pratiquement invisible depuis la route.

### Personnalités liées à la commune
Jean -Jacques OTTOMANI, maire de San Giuliano de 1925 à 1943 et directeur de l'école de Sant 'Andria di u Cotone (hameau de Chigliacci). Père de Marc OTTOMANI, né à Favalello, combattant d'Indochine, prisonnier des Japonais en 1945 et décédé tragiquement à Sant ' Andria di u Cotone en 1962. En 1961, il se présentait au poste de conseiller général du Canton de Cervione.